# 28th Street (stacja metra na Lexington Avenue Line)
28th Street – stacja metra nowojorskiego, na linii 4 i 6. Znajduje się w dzielnicy Manhattan, w Nowym Jorku i zlokalizowana jest pomiędzy stacjami 33rd Street i 23rd Street. Została otwarta 27 października 1904.